# آلدو تونتی
آلدو تونتی (انگلیسی: Aldo Tonti؛ ۲ مارس ۱۹۱۰ – ۲ ژوئیهٔ ۱۹۸۸) فیلم‌بردار اهل ایتالیا بود.

## فیلم‌شناسی
- به من نگو! (۱۹۴۰)
- کاراواجو (۱۹۴۱)
- عروسی خون (۱۹۴۱)
- آن بالابالاها (۱۹۴۳)
- راهزن (۱۹۴۶)
- آسیاب رودخانه پو (۱۹۴۹)
- آتیلا (۱۹۵۴)
- شب‌های کابیریا (۱۹۵۷)
- طوفان (۱۹۵۸)
- بی‌گناهان وحشی (برف‌های خونین) (۱۹۶۰)
- باراباس (۱۹۶۱)
- شیطان عاشق (۱۹۶۶)
- گنجینه سان جنارو (۱۹۶۶)
- بدهی زناشویی (۱۹۷۰)
- فرانک بدجنس و تونی بی‌مخ (۱۹۷۳)
- کنت مونت کریستو (۱۹۷۵)
- دو قلب، یک نیایشگاه (۱۹۷۵)